# 希腊化

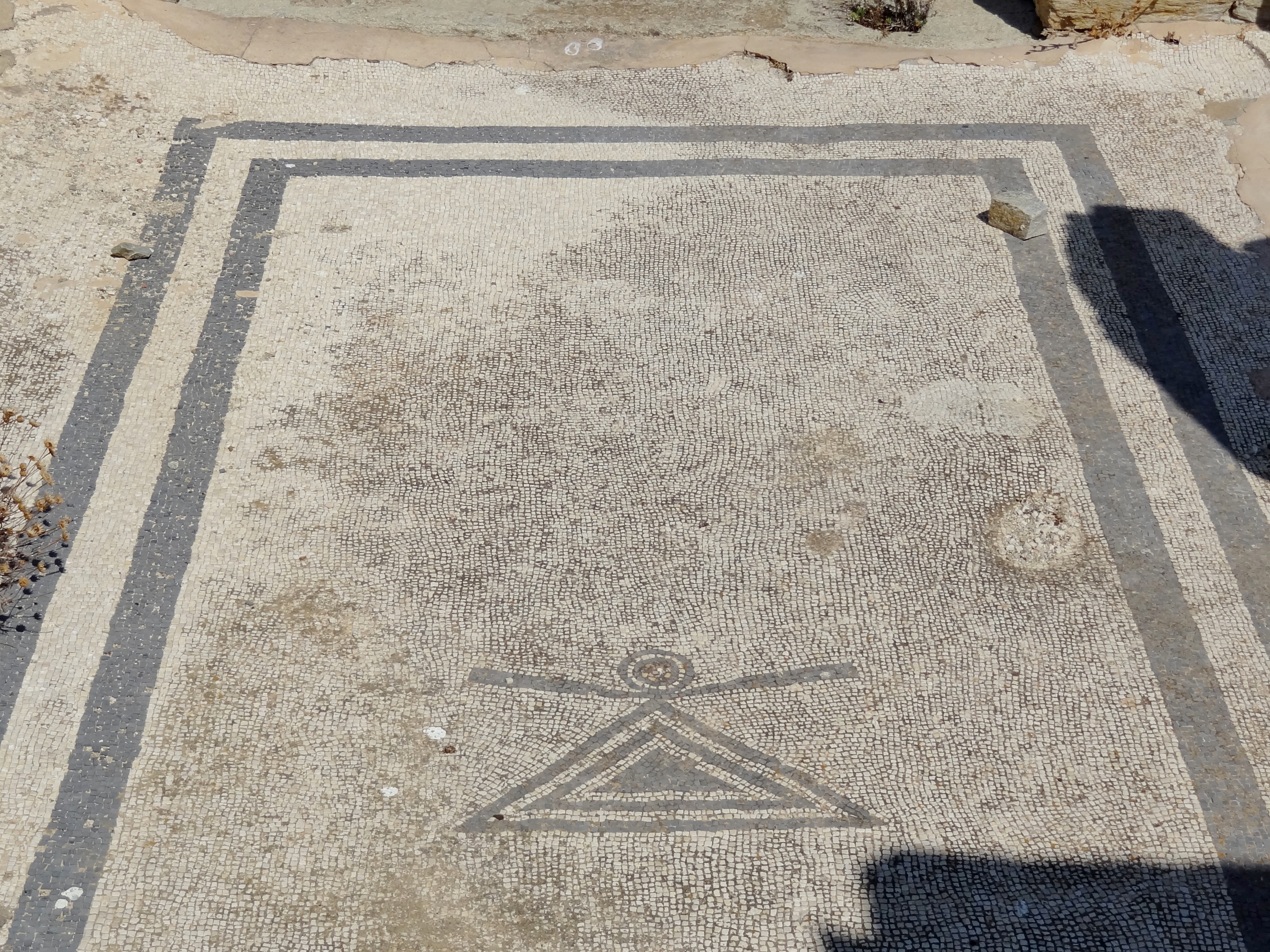
提洛岛马赛克之一，希腊与布匿-腓尼基女神塔尼特的标志

希腊化是指非希腊人接纳希腊文化、宗教、语言和种族认同的过程。在古典时代，希腊殖民常常使得当地的原住民希腊化；在希腊化时代，被亚历山大大帝征服的许多地区都希腊化了。

## 历史背景

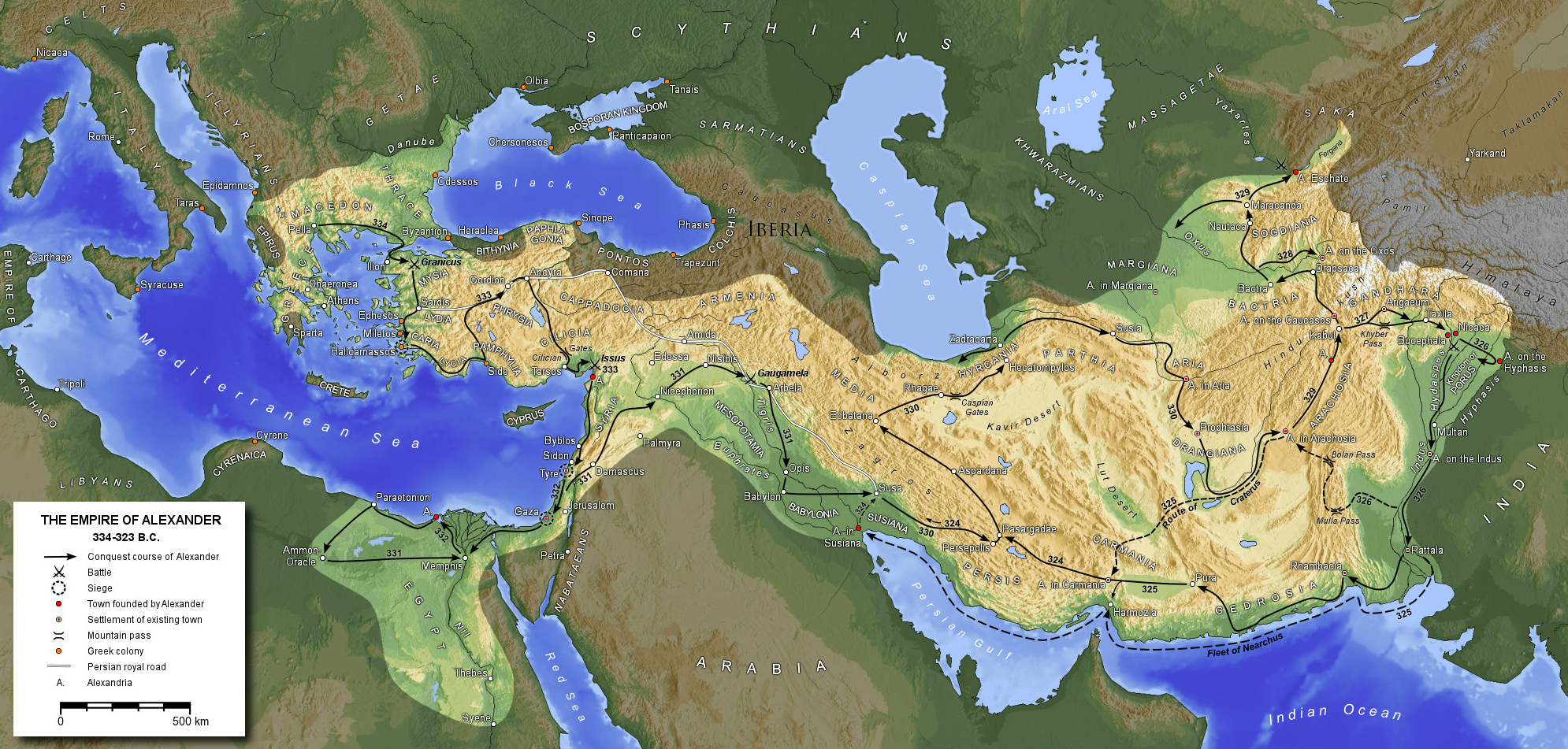
希腊化马其顿帝国地图

公元前4世纪，希腊化进程始于安纳托利亚西南的吕基亚、卡里亚和皮西迪亚。（1世纪建立堡垒于加拉太Pelum、吕考尼亚Baş Dağ、伊苏利亚，是目前安纳托利亚东部、中部仅存的希腊化结构）。
西代、阿斯班多斯等地逐渐接纳了希腊神话；《希腊铭文补编》中收录的一篇铭文说明，公元前4世纪时阿斯班多斯宣称是阿尔戈斯的后代，类似于尼科克里昂自称阿哥斯人。与阿吉德王朝类似，安提柯王朝自称是赫拉克勒斯的子孙，塞琉古帝国自称是阿波罗的后代，托勒密王朝自称来自狄俄尼索斯。
所托波利斯（Seuthopolis ）铭文对现代色雷斯学有重大影响。铭文提到了狄俄尼索斯、阿波罗和一些萨莫色雷斯神名。有学者认为这是色雷斯内陆希腊化的证据，但受到了近代学者的质疑。
但希腊化也有其局限性。例如，叙利亚南部受希腊文化影响的地区主要是塞琉古王朝的城市中心，在那里普遍使用古希腊语。另一方面，农村地区基本未受影响，大部分居民讲叙利亚语，也坚持自己的本土传统。
考古证据本身无法提供希腊化的完整信息，一般不能确定具体的考古发现是属于希腊人、希腊化的原住民、制造希腊风格物品的原住民还是这些群体的组合。因此，文献也被用来帮助解释考古发现。

## 宗教

### 安纳托利亚
希腊文化在6至4世纪间缓慢地传播到安纳托利亚。吕底亚人特别容易接受希腊文化，4世纪的卡利亚、吕基亚以及西西里平原和帕弗拉格尼亚地区的居民也是如此。当地人渴望进步，这也是他们学习希腊语的动力。安纳托利亚的本土定居点和村庄自发地联合起来，以希腊方式组成城市（polis）。阿塔罗斯王王朝在小亚细亚西部积极建立希腊城市；当地国王将希腊语作为官方语言，并努力模仿希腊的其他文化形式。
吕底亚人崇拜希腊万神殿。吕底亚国王克罗伊斯常邀请希腊哲学家、演说家和政治家参加宫廷活动。克罗伊斯本人也常向德尔斐著名的神谕咨询，赠送了许多礼物和祭品，还为阿耳忒弥斯神庙的重建提供了赞助，并作为对女神的献礼，献上了大量大理石柱。
希腊化在城镇中取得了最大的进展，这一过程就是城市化。公元前4世纪，希腊化到达了皮西迪亚和吕基亚，但之后几个世纪内陆都不受多少影响，直到公元前1世纪才被罗马人征服。在爱琴海东岸定居的伊奥尼亚人、埃奥利人和多利安人似乎仍保留着希腊文化，一些城邦可以追溯到古风时期。另一方面，定居在西南部皮西迪亚和潘菲利亚的希腊人则似乎已经被当地文化同化。

### 克里米亚
潘提卡彭（位于现代刻赤）是黑海北部沿岸的古希腊殖民地之一。其是在公元前600年左右由米利都建立的卫城。到辛梅里亚人的殖民地组建为博斯普鲁斯王国时，当地的大部分土著已经希腊化。一般认为王国的建立时间约在公元前480年，当时Archaeanactid王朝统治着潘提卡彭，但古典考古学家Gocha R. Tsetskhladze将王国的建立时间定为公元前436年，当时斯帕尔多库斯王朝取代了Archaeanactid王朝。

### 犹地亚
亚历山大死后形成的塞琉古帝国和托勒密王国与犹太教历史密切相关。犹地亚位于两者之间，经历了长时间的动乱。公元前198年，犹地亚落入塞琉古王朝的控制下。公元前175年，安条克四世成为犹地亚国王时，耶路撒冷已经部分希腊化了。公元前170年，Jason和Menelaus两位大祭司都有希腊语名字。Jason仿照希腊建立教育体制，后来犹太文化受到压制，包括禁止割礼和遵守安息日。
犹太精英的希腊化体现在姓名与服饰，而其他习俗则由拉比进行调整，违反哈拉卡与米德拉什的会被禁止。例如取消了希腊化宴会的奠祭环节，代之以犹太特色元素。讨论宗教经典、吟唱圣歌及学习妥拉的学生出席宴会都受到了鼓励。耶稣·便·西拉有关于犹太式希腊宴会的详细记载。斐洛从文学上证明了亚历山大犹太人宴会的奢华，而《亚里斯提亚书信》则讨论了犹太人与非犹太人共进晚餐的情况，认为这是分享犹太智慧的机会。

### 皮西迪亚与潘菲利亚
潘菲利亚是吕基亚和奇里乞亚高地间的一片平原，希腊人前来定居的确切时间不详。定居者有可能是作为青铜时代爱琴海、黎凡特与塞浦路斯之间海上贸易者的身份来的；也可能是青铜时代晚期崩溃后不稳定的人口流动造成的。古典时期形成于 潘菲利亚的希腊语方言与南亚该亚希腊语有关。
摩普索斯是传说中安纳托利亚西南部几个沿海城市的创始人，包括阿斯班多斯、法塞利斯、别加及Sillyon。Karatepe刻于公元前800年的一块腓尼基语和阿拉米-赫梯诸城邦的卢维语双语碑文称，当地的统治者是摩普索斯的后代。摩普索斯的名字也见于赫梯文献，最初可能是安纳托利亚人，后来成为潘菲利亚早期希腊定居者文化传统的一部分。根据线形文字B的记载，他在希腊神谱中是曼托和阿波罗的后代。
几个世纪以来，土著对希腊定居者都有相当大的影响，但在公元前4世纪之后开始迅速希腊化。人们对公元前3世纪之前的皮西迪亚知之甚少，但有不少考古证据可以追溯到希腊化时代。而包括铭文、货币在内的文献证据则非常稀缺。公元前3、2世纪，当地逐渐转用通用希腊语，定居点也开始具有希腊城邦的特征。
铁器时代Panemoteichos I可能是后来的希腊化地区定居点的早期前身，如塞尔盖、特梅索斯和萨迦拉索斯（据说是希腊化时代皮西迪亚最著名的三座城市）。该遗址是早于希腊城邦500年的“城市组织”的证据。基于Panemoteichos I和其他铁器时代遗址，包括弗里吉亚的Midas şehri、卡帕多西亚的Kerkenes堡垒，可以认为“在塑造希腊化的皮西迪亚的希腊影响背后，隐藏着某个具体而重要的安纳托利亚传统。”
根据阿里安的著作，西代人的祖先是埃奥利亚的库迈人，亚历山大于公元前334年到达西代时已经不说希腊语。货币及铭文可以证明当地有一种独特的文字，至今没有完全破译。

### 弗里吉亚
弗里吉亚首府戈尔迪翁发现的最晚有日期的钱币是公元前2世纪的。废弃的希腊化时代定居点发现的物品包括进口的和本地的仿希腊风格陶瓦。铭文显示，部分居民用希腊名字，而另一些则用安纳托利亚或可能是凯尔特人的名字。
希腊化时期，许多弗里吉亚的宗教对象都被希腊化，但对传统神灵的崇拜依然存在。希腊崇拜的对象有赫尔墨斯、库柏勒、缪斯和堤喀。

### 叙利亚
叙利亚还未出现希腊城邦时，希腊艺术和文化就通过贸易传到了腓尼基。叙利亚的希腊化要等到成为罗马的叙利亚行省之后才有广泛传播。在公元前1世纪的罗马治下，有证据表明叙利亚存在希腊风格的墓葬建筑、装饰元素、神话和铭文。但希腊化时期的叙利亚却缺乏这方面的证据；对此，大多数学者认为“疑罪可从有”。

### 巴克特里亚
巴克特里亚人是生活在巴克特里亚（阿富汗北部）的伊朗人群，在希腊-巴克特里亚王国治下被希腊化。不久后，印度次大陆西北部的多个部落也在印度-希腊王国治下被希腊化。

## 早期基督教
希腊化时代主要是亚历山大大帝征服到屋大维在亚克兴战役中大捷之间的一段时期，这段历史分期由19世纪的约翰·古斯塔夫·德罗森做出。根据这一模式，希腊文化在希腊化时代的传播使得基督教兴起成为可能。20世纪出现了对这一模式的质疑，认为它没能解释闪米特语族和其他近东文化的贡献。
20世纪，关于希腊化在黎凡特地区，特别是在古代犹太人中的程度的争论一直持续到今天。鲁道夫·布尔特曼对早期基督教兴起的解释最为著名：受到希腊化影响的，主要是散居的犹太教。布尔特曼据此认为，基督教的产生几乎完全是希腊化背景，也应在希腊化的背景下解读基督教，而非在更传统的犹太教背景下。随着Martin Hengel的两卷本研究《希腊化与犹太教》（1974，德语原著1972）及后续的《犹太人、希腊人和野蛮人：基督教前犹太教希腊化的各方面》（1989），潮流开始发生决定性的转变。Hengel认为，基督教时代之前，几乎所有犹太教就已高度希腊化，甚至希腊语也在巴勒斯坦的城镇广为流传。学者们不断对此说进行微调，但一般都认为，整个黎凡特地区都受到了强烈的希腊化影响，甚至在最具民族主义色彩的保守犹太社区中也如此。
英国圣公会牧师Maxwell Staniforth在《沉思录》（1964）的前言中论述了斯多葛主义对基督教的深远影响：

同样，在三位一体的教义中，教会关于父、道、灵的概念在斯多葛派关于神圣统一体的不同名称中找到了自己的萌芽。因此，塞内卡在写到塑造宇宙的最高力量时说：“我们有时称这种力量为全能的神，有时称为无体的智慧，有时称为圣灵，有时称为命运。”教会只需摒弃最后一个术语，就能得出自己可接受的神性定义；而现代人认为自相矛盾的“三位一体”，对熟悉斯多葛主义的人来说再平常不过了。

## 东罗马帝国
东方希腊是罗马帝国的两大文化区之一，公元286年的戴克里先开始由一个自治的朝廷统治。不过，罗马仍然是帝国两个部分共同的名义上的首都，拉丁语是国语。公元476年，西罗马帝国灭亡，罗马元老院将西罗马皇帝的服饰送给了东罗马的芝诺，于是君士坦丁堡成为了唯一的皇帝所在。这也是政治上的希腊化进程的开始，除其他改革外，公元610年还将国语改为希腊语。

## 现代
1909年，希腊政府任命的一个委员会报告称，希腊有三分之一的村庄应该改名，因为这些村庄的名称基本上都不来自希腊语。在其他情况下，地名由现代希腊语改为古希腊语。一些村名是希腊语词根加上外来语后缀，反之亦有。大多数地名更改发生在希腊人聚居的地区，几个世纪以来积累了大量外来地名。但希腊北部一些地区的居民并不讲希腊语，许多古地名反映了不同的种族和语言渊源。
希腊的地名变化也是一种希腊化。现代希腊化与“现代希腊境内语言少数民族的文化和谐与教育”政策有关，即现代希腊少数民族群体的希腊化。“希腊化”也用于希腊反对希腊斯拉夫语的语境中。
1864年，伊奥尼亚群岛并入希腊领土；1870年，希腊政府废除了群岛上所有意大利语学校，导致自中世纪以来生活在科孚岛的科孚意大利人社区逐渐减少，到1940年代仅剩400人。

### 阿尔瓦尼人
阿尔瓦尼人是13世纪末到14世纪初定居于希腊南部的阿尔巴尼亚移民的后裔。随着希腊独立战争和希腊内战的爆发，阿尔瓦尼人的同化现象日益严重。他们与其他当地人共同的东正教信仰是同化的主要原因之一。大规模向城市迁移，以及随后的人口混合同样造成了同化。虽然对阿尔瓦尼人的社会研究仍注意到，他们间有一种特殊的“民族”认同，但从未发现“作为阿尔巴尼亚民族”的归属感。许多阿尔瓦尼人认为“阿尔巴尼亚人”这一称呼令人反感，因为他们的民族认同是希腊。因此，随着时间推移，阿尔瓦尼人与其他阿尔巴尼亚语人群之间的关系也出现了分歧。在希腊独立战争期间，阿尔瓦尼人与希腊革命者并肩作战，对抗阿尔巴尼亚穆斯林。例如，阿尔瓦尼人参加了1821年的特里波利围城，而Bardounia的一些阿尔巴尼亚语穆斯林在战后皈依东正教。近来，阿尔瓦尼人对前来希腊的阿尔巴尼亚定居者态度不一。1980年代末到90年代初，另一些阿尔瓦尼人因语言相似和政治左倾而声援阿尔巴尼亚移民。阿尔瓦尼人与其他阿尔巴尼亚语东正教社区（如伊庇鲁斯的）之间的关系也好坏参半，因为过去有阿尔巴尼亚穆斯林在他们之间，所以在宗教事务上得不到信任。
目前已经没有阿尔瓦尼语单语者，都能讲希腊语。阿尔瓦尼语使用者大多不将其教给后代，因此社区逐渐改说了希腊语，阿尔瓦尼语现在已是濒危语言。而且阿尔瓦尼语几乎不用于书面，与阿尔巴尼亚实际使用的标准阿尔巴尼亚语不再有实际联系。

### 引用
1. ↑  东罗马帝国的大部分领土都希腊化了。
2. ↑  Mitchell 1993，第85頁
3. ↑  Hornblower 1991，第71頁
4. ↑  Hornblower 2014，第360頁
5. ↑  Patterson 2010，第65頁
6. ↑  Graninger, Charles Denver. . Klio. 2018-07-18, 100 (1): 178–194. S2CID 194889877. doi:10.1515/klio-2018-0006.
7. ↑  Nankov, Emil. . . Sofija: Nacionalen Archeologičeski Inst. s Muzej. 2012: 109–126  [2018-07-29]. （原始内容存档于2023-11-04）.
8. ↑  Boyce & Grenet 1975，第353頁: “因此，南叙利亚是较晚被兼入塞琉古帝国的，其中心地带是北叙利亚。塞琉古在这里建立了四个城市——他的首都奥伦梯河畔的安条克，以及阿帕米亚、塞琉西亚和劳迪西亚——这些城市都是新建立的，市民来自欧洲。这地区还有12座希腊化城市，军队主要驻扎在城镇，或作为后备军驻扎在军事殖民地。希腊化虽然深入，但似乎主要局限于市区，那里普遍讲希腊语。农村似乎很少受文化变革的影响，他们继续讲叙利亚语，并遵循自己的传统方式。虽然叙利亚在政治上非常重要，但人们对马其顿治下的叙利亚知之甚少，甚至连希腊化的过程也只能在保存了当时一些记录的族群（即南叙利亚的犹太人）中找到踪迹。”
9. ↑  Boardman & Hammond 1982，第91–92頁
10. ↑  . American Council of Learned Societies. 2008: 43  [2023-10-04]. ISBN 978-1-59740-476-1. （原始内容存档于2023-04-06）.
11. ↑   (PDF). orbi.uliege.be.   [2023-03-06]. （原始内容 (PDF)存档于2022-10-09） （法语）.
12. ↑  . Casemate Publishers. 2013  [2023-10-04]. ISBN 978-1-78346-910-9. （原始内容存档于2023-11-05）.
13. ↑  . American Council of Learned Societies. 2008: 43  [2023-10-04]. ISBN 978-1-59740-476-1. （原始内容存档于2023-04-06）.
14. ↑  Hornblower 2014，第94頁
15. 1 2 3 4 5 6 7  Mitchell 1991，第119–145頁
16. ↑  Boardman & Hammond 1982，第129–130頁
17. ↑  Tsetskhladze 2010
18. ↑  Martin 2012，第巴勒斯坦位于这两个王国的分界线上，因此一直是争论的焦点，有时归属于塞琉古，有时归属于托勒密。頁
19. ↑  Martin 2012，第55–66頁
20. ↑  Shimoff 1996，第440–452頁
21. 1 2 3 4 5  Wilson 2013，第532頁
22. 1 2  Stoneman, Richard. . . Yale University Press. 2011: 77–103. ISBN 978-0-300-14042-2.
23. 1 2 3 4  Mitchell & Vandeput 2013，第97–118頁
24. 1 2  Kealhofer, Lisa. . University of Pennsylvania Press. 2011-01-01. ISBN 978-1-934536-24-7.
25. ↑  Roller 2011
26. ↑  Jones 1940，第1頁
27. ↑  Jong 2017，第199頁
28. ↑  de Jong, Lidewijde. . Rochester, NY: Social Science Research Network. 2007-07-01. SSRN 1426969 .
29. ↑  Aurelius, Marcus. . London: Penguin Books. 1964: 25. ISBN 978-0-140-44140-6.
30. ↑  Stouraitis 2014，第176, 177頁, Stouraitis 2017，第70頁, Kaldellis 2007，第113頁
31. 1 2  Zacharia 2008，第232頁.
32. ↑  Koliopoulos & Veremis 2002，第232–241頁.
33. ↑   (PDF). Human Rights Watch/Helsinki. 1994  [2023-10-05]. ISBN 978-1-56432-132-9. （原始内容存档 (PDF)于2016-04-23）.
34. ↑  Giulio 2000，第132頁.
35. ↑  Hall, Jonathan M. Ethnic Identity in Greek Antiquity. Cambridge University Press, 2000, p. 29, ISBN 978-0-521-78999-8.
36. ↑  Hemetek, Ursula. . Cambridge Scholars Press. 2003: 55. ISBN 978-1-904303-37-4.
37. ↑  Trudgill/Tzavaras (1977)
38. ↑  . greekhelsinki.gr.   [2017-03-06]. （原始内容存档于2016-10-03）.
39. 1 2  Heraclides, Alexis (2011). The essence of the Greek-Turkish rivalry: national narrative and identity （页面存档备份，存于）. Academic Paper. The London School of Economics and Political Science. p. 15. "在希腊方面，一个典型的例子就是1821年10月，希腊人和希腊化的基督教阿尔巴尼亚人对特里波利的残暴攻击，希腊人自此将其辩为‘400多年的奴役与恣意妄为’招来的自然报复。伯罗奔尼撒半岛上所有类似的暴行都没有被提及和遗忘，在1821年几个月的时间里，有超过两万穆斯林（包括阿尔巴尼亚人和土耳其语人群）消失了，而人民不会说出来也不会忘记。正如Ypsilantis王子在摩尔达维亚（‘希腊革命’实际上始于1821年2月）的暴行一样，1821年的屠杀也是种族清洗(St Clair 2008: 1–9, 41–46)。"
40. 1 2  Andromedas, John N. (1976). "Maniot folk culture and the ethnic mosaic in the southeast Peloponnese". Annals of the New York Academy of Sciences. 268. (1): 200. "因此在1821年，伯罗奔尼撒半岛东南（古代的拉科尼亚和基诺利亚）的民族构成是：东部的基督教扎科尼亚人与阿尔巴尼亚人、西南部的基督教Maniat人和Barduniotes人、穆斯林阿尔巴尼亚Barduniotes人，以及位于两者之间的普通基督教希腊人。1821年，由于希腊人即将全面起义，俄法海军将要突袭的传言导致伯罗奔尼撒半岛董安娜的‘土耳其人’到Monevasia、米斯特拉和特里波利要塞避难。其实，土尔其barduniotes人过分惊慌失措，把米斯特拉的穆斯林也赶了出来，一头逃往特里波利。谣言来自一位叫Frangias的船长向一位被称为‘俄国骑士’的Maniat人头领鸣礼炮致敬。Bardunia等地的穆斯林仍然皈依了基督教。这样，几乎在一夜之间，整个伯罗奔尼撒半岛东南部的‘土耳其人’就消失了，无论说哪种语言。希腊独立战争的胜利使之尘埃落定，基督教阿尔巴尼亚人认同东正教教友和新的民族国家，逐渐放弃了阿尔巴尼亚语，有时还故意不把语言传给孩子。"
41. ↑  Lawrence, Christopher (2007). Blood and oranges: Immigrant labor and European markets in rural Greece. Berghahn Books. pp. 85–86. "我收集到的证据表明，在阿尔巴尼亚人移民初期，即1980年代末，上层村庄对移民盛情款待。这种最初的友好似乎是因为村民对阿尔巴尼亚人的团结之情：许多村民既是左翼分子，又是阿族人，而且他们的阿语方言新移民也能听懂一些，因此他们长期以来一直觉得自己同阿尔巴尼亚有着共同的纽带。"
42. ↑  Adrian Ahmedaja (2004). "On the question of methods for studying ethnic minorities' music in the case of Greece's Arvanites and Alvanoi." In Ursula Hemetek (ed.). Manifold Identities: Studies on Music and Minorities. Cambridge Scholars Press. p. 60. "希腊西北部的阿尔巴尼亚人如今是东正教徒，但由于宗教问题，阿尔瓦尼人似乎仍然不信任他们。"
43. ↑  Salminen (1993) lists it as "seriously endangered" in the Unesco Red Book of Endangered Languages. ( （页面存档备份，存于）). See also Sasse (1992) and Tsitsipis (1981).

### 资料
- Boardman, John; Hammond, N. G. L. . 3, Part 3: The Expansion of the Greek World, Eighth to Sixth Centuries BC. Cambridge University Press. 1982  [2023-10-04]. ISBN 978-0-521-23447-4. （原始内容存档于2023-11-09）.
- Boyce, Mary; Grenet, Frantz. . 3: Zoroastrianism under Macedonian and Roman Rule. Brill. 1975. ISBN 978-90-04-09271-6.
- Giulio, Vignoli. . Milan: A. Giuffrè Editore. 2000. ISBN 978-8-81-408145-3 （意大利语）.
- Hornblower, Simon. . II: Books IV-V. 24. OUP Oxford. 1991. ISBN 978-0-19-927625-7.
- Hornblower, Simon. . . Oxford University Press. 2014. ISBN 978-0-19-870677-9.
- Jones, A. H. M. . 1940  [2018-07-29].
- Jong, Lidewijde de. . Cambridge University Press. 2017. ISBN 978-1-108-21072-0.
- Kaldellis, Anthony. . Cambridge University Press. 2007. ISBN 978-0-511-49635-6.
- Koliopoulos, John S.; Veremis, Thanos M. . New York University Press. 2002. ISBN 978-0-8147-4767-4.
- Martin, Dale B. . . Yale University Press. 2012-04-24: 55–66. ISBN 978-0-300-18219-4.
- Mitchell, Stephen. . Mediterranean Archaeology. 1991: 119–145.
- Mitchell, Stephen. . Clarendon Press. 1993.
- Mitchell, Stephen; Vandeput, Lutgarde. . . Leuven University Press. 2013: 97–118. ISBN 978-90-5867-979-6. JSTOR j.ctt9qf02b. doi:10.2307/J.CTT9QF02B.10.
- Patterson, Lee E. . University of Texas Press. 2010-12-15. ISBN 978-0-292-73959-8.
- Roller, Lynn E. . McMahon, Gregory; Steadman, Sharon  (编).  1. 2011: 560–578. doi:10.1093/oxfordhb/9780195376142.013.0025.
- Shimoff, Sandra R. . Journal for the Study of Judaism. 1996, 27 (4): 440–452. doi:10.1163/157006396X00166.
- Stouraitis, Ioannis. . Byzantinische Zeitschrift. August 2014, 107 (1). doi:10.1515/bz-2014-0009 .
- Stouraitis, Yannis. . Medieval Worlds. July 2017, (5): 70–94. doi:10.1553/medievalworlds_no5_2017s70 .
- Tsetskhladze, Gocha R. . . Oxford University Press. 2010  [2018-07-29]. ISBN 978-0-19-517072-6. （原始内容存档于2022-05-02）.
- Wilson, Nigel. . Routledge. 2013-10-31. ISBN 978-1-136-78800-0.
- Zacharia, Katerina. . Ashgate Publishing, Limited. 2008  [2023-10-04]. ISBN 978-0-7546-6525-0. （原始内容存档于2023-09-27）.

## 阅读更多
- Athanassakis, Apostolos N. . American Journal of Philology. 1977, 99 (2): 263–266. JSTOR 293653. doi:10.2307/293653.
- Daskalov, Roumen; Vezenkov, Alexander. . III: Shared Pasts, Disputed Legacies. Brill. 2015-03-13. ISBN 978-90-04-29036-5.
- Goldhill, Simon. . Cambridge, United Kingdom: Cambridge University Press. 2002. ISBN 978-0-521-01176-1.
- Hammond, Nicholas Geoffrey Lemprière. . Noyes Press. 1976. ISBN 978-0-8155-5047-1.
- Isaac, Benjamin H. . Princeton University Press. 2004  [2023-10-04]. ISBN 978-0-691-12598-5. （原始内容存档于2023-09-27）.
- Lewis, D. M.; Boardman, John. . Cambridge University Press. 1994. ISBN 978-0-521-23348-4.
- Pomeroy, Sarah B.; Burstein, Stanley M.; Donlan, Walter; Roberts, Jennifer Tolbert. . Oxford University Press. 2008. ISBN 978-0-19-537235-9.
- Webber, Christopher; McBride, Angus. . Osprey Publishing. 2001. ISBN 978-1-84176-329-3.